# Zephyranthes chlorosolen
Zephyranthes chlorosolen là một loài thực vật có hoa trong họ Amaryllidaceae. Loài này được (Herb.) D.Dietr. miêu tả khoa học đầu tiên năm 1840.

## Hình ảnh

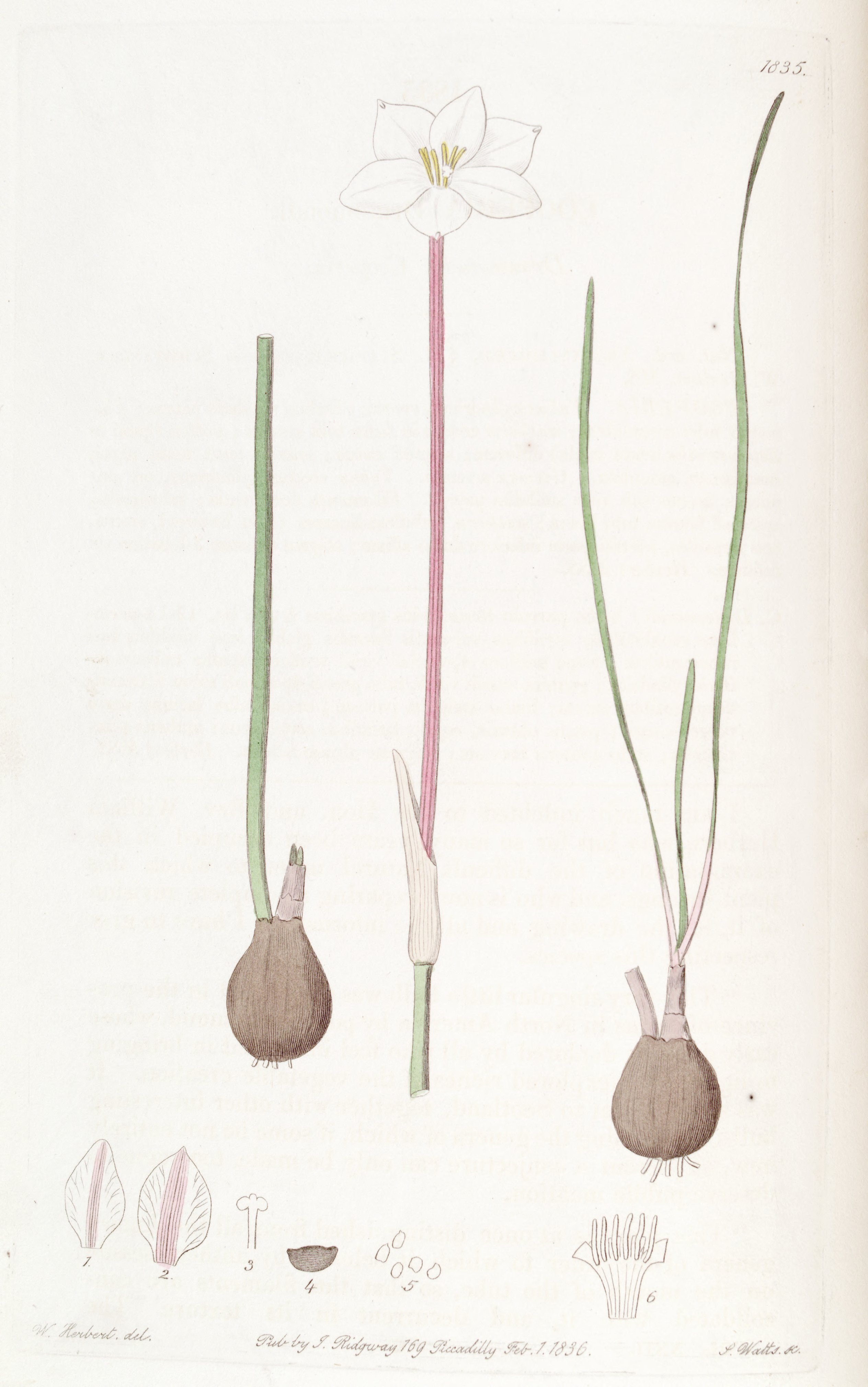